# Пташенята Фергі

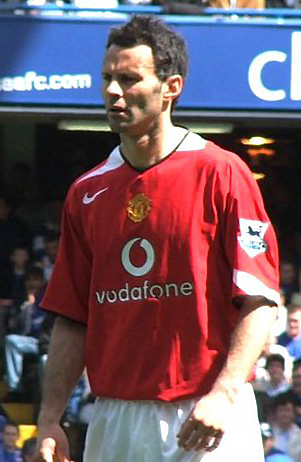
Раян Гіггз, перший футболіст з другої хвилі Пташенят Фергі.

Пташенята Фергі (англ. Fergie's Fledglings) — група футбольних гравців «Манчестер Юнайтед» під керівництвом сера Алекса Фергюсона (на прізвисько «Фергі») і помічників Браяна Кідда і Еріка Харрісона, які влились до першої команди протягом 1990-х років і привели її до найвищих висот в історії клубу.
Термін є алітерацією до прізвиська «малюки Басбі» — юнацької команди Манчестер Юнайтед, зібраної іншим легендарним менеджером клубу — сером Меттом Басбі і його асистентом Джиммі Мерфі в 1950-х роках.

## В кінці 1980-х
Термін «пташенята Фергі» був вперше вжитий в ЗМІ в сезоні 1988–89 для опису групи молодих футболістів, які були введені в «Манчестер Юнайтед» менеджера Алекса Фергюсона. До складу групи увійшли гравці з команди, яка вийшла у фінал молодіжного Кубка Англії у 1986 році, такі як Лі Мартін, Тоні Гілл і Девід Вілсон, і інші молоді гравці, такі як Рассел Бірдсмор, Марк Робінс і Дейніол Грем, а також молоді гравці, куплені з інших клубів, таких як Лі Шарп (з «Торкі Юнайтед») і Джуліано Майорана (з «Гістона»).
Початковий успіх для пташенят надихнув команду на перемогу 3:1 над принциповим суперником «Ліверпулем», а криза травм змусила тренера викликати у першу команду Гілла, Грема і Вілсон на матч третього раунду Кубка Англії проти «Квінз Парк Рейнджерс», в якому Гіл і Грем забили гол.
Однак, серйозні травми і втрата форми означала, що більшість з цих гравців не продовжили початковий успіх і термін «пташенята Фергі» вийшов з ужитку в наступному сезоні. Бірдсмор і Робінс провели понад 50 матчів за «Манчестер Юнайтед», але не змогли утримати місце в першій команді. Однак, Робінс таки забив переможний м'яч у ворота «Ноттінгем Форест» у третьому раунді Кубка Англії 1990 року. Цей гол, як вважається, врятував Фергюсона на посаді тренера Манчестера, він увійшов у свій четвертий сезон як менеджер, який ще не виграв з клубом жодного трофею.
З першої хвилі «пташенят» тільки Мартін і Шарп провели понад 100 матчів за «Манчестер Юнайтед» і внесли істотний внесок у два перші трофеї Фергюсона — Кубок Англії в 1990 році і Кубок кубків у 1991 році, хоча Робінс також брав участь в цих турнірах. Мартін забив переможний гол у фіналі Кубка Англії 1990 року проти «Крістал Пелес».
Однак, Шарп був єдиним з цієї групи гравців, які залишилися в клубі до кінця сезону 1993-94, і був проданий в «Лідс Юнайтед» лише у серпні 1996 року, вигравши до цього з Манчестером три чемпіонства, два національних Кубка, а також Кубок кубків, Кубок футбольної ліги та тричі Суперкубок Англії.
Марк Робінс же був єдиним членом першої хвилі «пташенят», що здобули серйозні успіхи з іншими клубами. Після того, як він був проданий в «Норвіч Сіті» в 1992 році, він забив 15 м'ячів, а його клуб фінішував третім у Прем'єр-Лізі. Згодом Марк виграв і Кубок футбольної ліги зі своїм наступним клубом «Лестер Сіті».

## 1990-ті

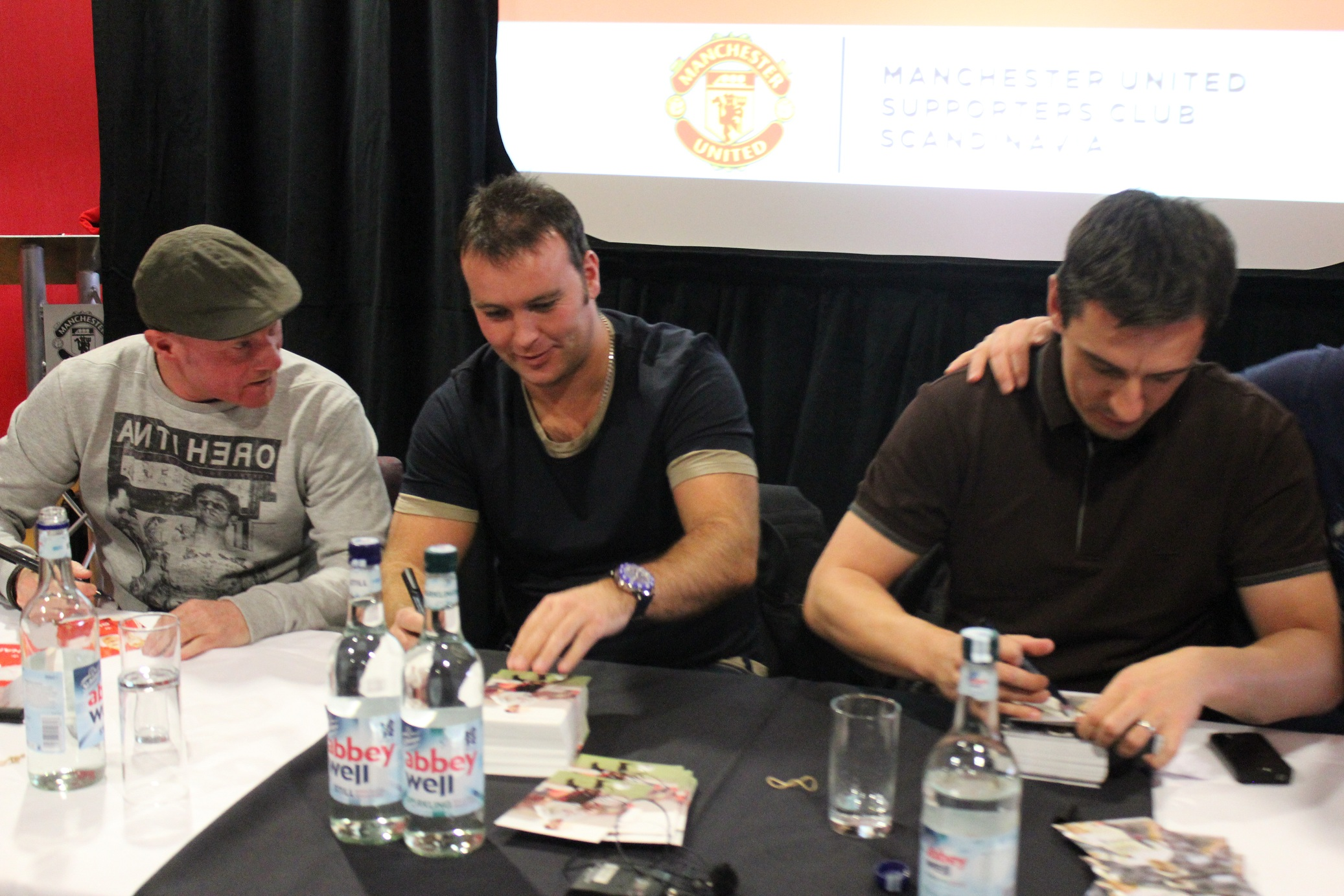
Джордж Світцер, Бен Торнлі і Гарі Невілл

Друга хвиля молодих гравців «Манчестер Юнайтед» виникла на початку — у середині 1990-х років. Ця група виявилася більш схожою на малюків Басбі і в плані успіхів, яких вони досягнули, і в плані молодості самих футболістів. Усі гравці були вихованцями «Манчестер Юнайтед» з самого раннього віку, деякі підписали юнацький контракт з клубом у віці всього 14 років. Багато хто з цих гравців були в складі «Манчестер Юнайтед», команди, яка виграла Молодіжний Кубок Англії 1992 року, в тому числі і Девід Бекхем, Нікі Батт, Раян Гіггз і Гарі Невілл. Також зазвичай розглядається в цій групі такі гравці як Пол Скоулз, фіналіст молодіжного Кубка Англії в 1993 році і Філ Невілл — молодший брат Гаррі, який був на заміні в фінальній грі 1993 року і капітаном команди у молодіжному Кубку 1995 року.
Термін «пташенята Фергі» повернувся в загальне використання протягом сезону 1995-96, після того, як Фергюсон в основному використовував цю другу групу молоді на заміну ряду видатних гравців, які покинули клуб. Після поразки 3:1 у першому турі від «Астон Вілли», експерт Алан Гансен прокоментував матч так: «ви ніколи не виграєте що-небудь з дітьми». Проте незважаючи на середній вік гравців всього у 24 роки, команда виграла третій чемпіонський титул за чотири роки, а також здобула перемогу у фіналі Кубка Англії 1996 року над «Ліверпулем», здобувши золотий золотий дубль. Проте найвидатнішим тріумфом «пташенят Фергі» став требл в 1999 році, коли команда виграла ще й Лігу чемпіонів.
Багато хто з другої хвилі «пташенят Фергі» в подальшому грали в різних топ-клубах. Зокрема Девід Бекхем, Нікі Батт і Філ Невілл перейшли у «Реал» (2003 року), «Ньюкасл Юнайтед» (2004 року)  та «Евертон» (2005 року), при цьому Бекхем також був капітаном збірної Англії з 2000 по 2006 рік. 
Гарі Невілл залишився в команді до кінця кар'єри і зайняв пост капітана команди після відходу Роя Кіна в 2005 році і залишався ним аж до травми, що спричинила його відставку в лютому 2011 року. Сер Алекс Фергюсон описав Невілла як «найбільш англійського правого захисника свого покоління». Невілл став другим за кількістю зіграних матчів захисником клубу, поступившись лише одному із «малюків Басбі» Біллу Фоулксу. Невілл провів прощальний матч в 2011 році, в якому також взяли участь п'ять інших «пташенят Фергі»: Бекхем, Гіггз, Скоулз, Батт і Філ Невілл.
Раян Гіггз і Пол Скоулз також грали всю свою кар'єру у Прем'єр-лізі за «Манчестер Юнайтед». Скоулз оголосив про завершення кар'єри в кінці сезону 2010-11, залишившись в клубі як тренер молоді, але повернувся на поле, щоб зіграти кілька матчів у січні 2012 року, після того як кілька півзахисників Юнайтед були недоступні через травми і продовжив виступи на наступний сезон, ставши у сезоні 2012/13 в складі «червоних дияволів» 11-разовим чемпіоном Англії. Гіггз же виграв більше трофеїв, ніж будь-який інший гравець в історії футболу., вийшовши на заміну в переможному фіналі Ліги Чемпіонів УЄФА 2008 року, де забив вирішальний післяматчевий пенальті. Після завершення ігрової кар'єри Гіггз продовжував обіймати посаду помічника менеджера «Манчестер Юнайтед» , але покинув клуб влітку 2016 року.

## Список пташенята Фергі

### 1980-ті
- Рассел Бірдсмор
- Тоні Гілл
- Дейніол Грем
- Джуліано Майорана
- Лі Мартін
- Марк Робінс
- Лі Шарп
- Девід Вілсон
- Клейтон Блекмор

### 1990-ті
- Девід Бекхем
- Нікі Батт
- Кріс Каспер
- Террі Кук
- Саймон Девіс
- Раян Гіггз
- Кейт Гілеспі
- Гарі Невілл
- Філ Невілл
- Колін Маккі
- Пет Макгіббон
- Джон О'Кейн
- Кевін Пілкінгтон
- Пол Скоулз
- Джордж Світцер
- Бен Торнлі
- Вес Браун

### 2000-ні
- Джон О'Ші
- Даррен Флетчер